# Fermín Galán
Fermín Galán Rodríguez (San Fernando, Cadis, 1899 - Osca, 1930) va ser un militar espanyol.
Va perdre, de molt jove, el seu pare, sotsoficial de la Marina, realitzant estudis castrenses a l'Acadèmia Militar d'Infanteria de Toledo. El 1924, sent tinent de la Legió, va ser ferit lluitant al Rif amb les forces espanyoles (per la qual cosa fou condecorat), a les quals es va incorporar el 1919. Durant la convalescència, a l'hospital de Carabanchel, va escriure una novel·la sobre la guerra del Rif, La Barbarie Organizada, en la qual compta amb veritable cruesa, i amb argument novel·lat amb personatges de ficció, el que fou la seva experiència en la guerra d'Àfrica, que va deixar una forta petjada en el seu impressionable caràcter per a la resta de la seva vida.
El 1926 va participar en la Sanjuanada contra la Dictadura de Miguel Primo de Rivera, circumstància que li va suposar, després del Consell de Guerra, sis anys de condemna al Castell de Montjuïc, on intimarà amb destacats líders barcelonins del moviment anarquista. També durant la seva estada en la presó de Montjuïc escriu un assaig polític amb el títol La Nueva Creación, en el qual entra, aquesta vegada de ple, en el terreny de les idees polítiques. El llibre, encara que correcte en el seu estil, està escrit amb el rigorisme inflexible propi de l'àmbit castrense, oferint models de govern més apropiats per a l'organització de la vida a les casernes en tots els seus detalls que per a la vertebració de l'Estat. Aquesta obra, en fi, emmalalteix d'una notable ingenuïtat en els seus plantejaments, prova, sens dubte, del profund desconeixement de l'autor quan fa a la ciència política, si bé no deixa d'oferir un notable interès puix que serveix de mostra sobre sentiment de menyspreu cap a la classe política compartit per la majoria de la jove oficialitat de l'Exèrcit espanyol de llavors.
Després de la dimissió de Primo de Rivera, i de tres anys i mig de reclusió, en ocasió de l'amnistia decretada pel nou dictador, el general Dámaso Berenguer, sol·licita la seva reincorporació al servei actiu, retornant amb l'ocupació de capità i sent destinat al Regiment Galícia n.º 19 amb guarnició a la ciutat de Jaca. En la seva nova destinació de la ciutat pirinenca no triga a entrar en contacte amb els principals elements del moviment republicà actius en aquesta localitat com Julián Borderas, José Luis Rodríguez Subirana (El Rellotger), Pío Díaz i Antonio Beltrán Casaña ("l'Esquinazau").
Aquest mateix any, 1930, es posa al servei del Comitè Nacional Revolucionari, recentment constituït pels republicans després del Pacte de Sant Sebastià, sent designat per aquell delegat del Comitè Revolucionari a Aragó. Des d'aquest moment iniciarà una febril carrera en la qual no s'aturarà fins a preparar, juntament amb altres companys d'armes també destinats a Jaca, un pla per a revoltar la guarnició i unir-se a l'alçament republicà d'abast nacional que prepara el Comitè Revolucionari Nacional (CRN). Les precaucions que en això posa el CRN, són interpretades per Galán com a falta de decisió, de manera que els continus ajornaments per a la data de l'alçament decidits pel CRN acaben per esgotar la paciència de Galán, qui, decidit a treure les tropes al carrer, llança un ultimàtum. Un nou i últim ajornament duu Galán a complir les seves amenaces i en companyia de diversos oficials -entre altres, els capitans Ángel García Hernández, pertanyent al Batalló de Caçadors de Muntanya La Palma n.º 8, Salvador Sediles Moreno, Luís Salinas, del Cos d'Artilleria i en situació de disponible forçós, i Miguel Gallo- i alguns paisans capdavanters locals del moviment republicà, revolta la guarnició de Jaca en la matinada del dia 12 de desembre, donant començament a la tristament cèlebre epopeia coneguda com a Insurrecció de Jaca. Els revoltats formaren dues columnes -una per ferrocarril i altra per carretera- i es dirigeixen cap a Osca, on esperen -perquè així l'hi han promès alguns dels oficials allí destinats- se'ls uniran les forces d'aquesta guarnició.
El Govern, alertat del que succeeix per una funcionària de l'oficina de Telègrafs de Jaca, reacciona amb rapidesa i, a través del Capità General de la regió militar, tracta de tallar l'avanç dels revoltats fins a Osca, disposant el desplegament de tropes sobre els turons de Cillas, a pocs quilòmetres d'Osca. Quan la columna rebel arriba al costat de Cillas, es produïx el xoc amb les forces governamentals allí desplegades, iniciant-se un breu però intens combat que no triga a provocar la desbandada en complet desordre dels revoltats. Galán, desconcertat davant la imprevista presència de tropes governamentals, va romandre dempeus enmig del foc creuat, fins que uns oficials que s'apressen a abandonar l'escenari del combat el pugen en un dels cotxes que emprenen la fugida. Recorreguts uns quilòmetres, Galán recobra l'ànim i ordena aturar el vehicle a la vora de Biscarrués, fins a on es dirigeix a peu en companyia de dos oficials més i es lliura a l'alcalde del poble, com a única autoritat present.
Avisada la Guàrdia Civil, una nodrida dotació del cos arriba fins a Biscarrués i es fa càrrec dels tres presoners, conduint-los fins al Govern Militar d'Osca on, durant la nit del dia 13 i bona part de la matinada del dia 14 de desembre, juntament amb altres oficials detinguts en la mateixa dependència militar, són jutjats en un Consell de Guerra sumaríssim que condemna a mort als capitans Fermín Galán Rodríguez i Ángel García Hernández. Aquest mateix dia, el 14 de desembre, a pesar de ser diumenge, els condemnats són afusellats al costat de les tàpies del polvorí de Fornillos, a dos quilòmetres d'Osca. Galán dona l'ordre de disparar a l'escamot d'execució, caient mort amb el crit de "Visca la República!". Fou enterrat al cementiri civil d'Osca.
Instaurada la II República el 14 d'abril de 1931, conscient del paper que havien jugat ambdós militars en el seu fallit cop d'estat per a instaurar la República, instada pel comitè Revolucionari Nacional, va prendre una sèrie de mesures per a enaltir la seva figura, entre elles reobrir l'expedient de Judici Contradictori per a la concessió de la Creu Llorejada de Sant Ferran al capità Fermín Galán pel seu heroic comportament a la Legió i se li va dedicar un carrer principal de l'eixample de Barcelona, l'actual Passeig de Lluís Companys. Ambdós capitans d'Infanteria es converteixen en veritables icones de l'esperit republicà, passant a ser considerats com els màrtirs de la república. Els seus germans Francisco i José María, també militars, foren destacats dirigents comunistes.